# Koko Inoue
Koko Inoue é uma religiosa japonesa. É também conhecida pelos nomes de Keiju Okada, Keishu Okada, Seishu Okada e pelo título Segunda Oshienushi-Sama.
Fundou em 1978 o movimento sukyo mahikari, baseado nos princípios e ensinamentos de Yoshikazu Okada.